# Піщане (заповідне урочище)
Піщане — один з об'єктів природно-заповідного фонду Луганської області, заповідне урочище місцевого значення.

## Розташування
Заповідне урочище розташоване за 2 км на північній схід від села Вільхове в Станично-Луганському районі Луганської області, на території Піщаного лісництва державного підприємства «Станично-Луганське лісомисливське господарство». Координати: 48° 39' 05" північної широти, 39° 38' 56" східної довготи.

## Історія
Заповідне урочище місцевого значення «Піщане» оголошено рішенням виконкому Ворошиловградської обласної ради народних депутатів № 300 від 12 липня 1980 р. (в. ч.), № 247 від 28 червня 1984 р.

## Загальна характеристика
Заповідне урочище «Піщане» загальною площею 98,0 га являє собою цінне високопродуктивне насадження сосни звичайної віком 80 років на другій боровій терасі Сіверського Дінця. Середня висота дерев —23,0-25,0 м, середній діаметр стовбурів — 25,0-30,0 см. Ділянка є еталоном лісових культур на малопродуктивних супіщаних ґрунтах у степовій зоні України.